# Bataille du Piave (1809)
Pour bataille de la Première Guerre mondiale, voir Bataille du Piave.
Cinquième Coalition
Batailles
Campagne d'Allemagne et d'Autriche
- Sacile
- Teugen-Hausen
- Raszyn
- Abensberg
- Landshut
- Eckmühl
- Ratisbonne
- Neumarkt
- Radzymin (en)
- Caldiero
- Dalmatie
- Ebersberg
- Piave
- Malborghetto
- Linz (en)
- Essling
- Sankt Michael
- Stralsund
- Raab
- Gratz
- Wagram
- Korneuburg
- Stockerau
- Gefrees (en)
- Hollabrunn
- Schöngrabern (en)
- Znaïm
- Ölper

Batailles navales
- Martinique
- Sables-d'Olonne
- Île d'Aix
- Walcheren
- Lissa
- Pelagosa

Campagne de l'île Maurice
- Sainte-Rose
- Saint-Paul
- Île Bonaparte
- Grand Port
- Île de France
- Tamatave

Campagne d'Espagne
Rébellion du Tyrol
La bataille du Piave eut lieu les 7 et 8 mai 1809 dans le cadre de la Cinquième coalition, entre les forces franco-italiennes du prince Eugène de Beauharnais et les armées autrichiennes sous les ordres de l'archiduc Jean-Baptiste d'Autriche, au Nord-est de l'Italie, près du Piave. La bataille se termina par une victoire franco-italienne sur les Autrichiens.

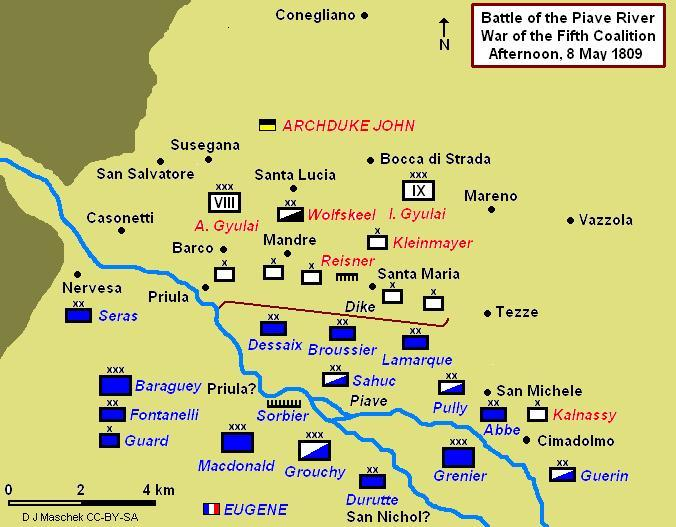
Carte de la bataille.

## Sources
- (en) Digby Smith, The Greenhill Napoleonic wars data book, London Mechanicsburg, PA, Greenhill Books Stackpole Books, 1998, 582 p. (ISBN 978-1-85367-276-7).
- Abel Hugo, France militaire. Histoire des armees francaises de terre et de mer, de 1792 a 1833. Ouvrage redige par une societe de militaires et de gens de lettres... Revu et publie par A. Hugo... Tome premier [-cinquieme]: Tome quatrieme, Delloye, 1837 (lire en ligne).
- Guillaume de Vaudoncourt, Histoire politique et militaire du prince Eugène Napoléon, vice-roi d'Italie, Mongie, 1828 (lire en ligne), p. 231.
- Charles Théodore Beauvais de Préau, Victoires, conquêtes, désastres, revers et guerres civiles des Français depuis 1792, Firmin Didot frères, 1858 (lire en ligne), p. 167.